# Kyūshū K11W
Die Kyūshū K11W Shiragiku (jap. 白菊, deutsch weiße Chrysantheme) war ein Schulflugzeug der kaiserlich-japanischen Marineluftstreitkräfte in den Jahren von 1943 bis 1945 (Pazifikkrieg).

## Entwurf und Entwicklung
1940 wurde bei Watanabe Tekkosho (später umstrukturiert zu Kyushu Hikoki, daher die Typbezeichnung) mit der Entwicklung eines Prototyps der K11W1, auch als „Schulflugzeug für die Arbeit an Bord“ (機上作業練習機, kijō sagyō renshū-ki) bezeichnet, begonnen. Dies geschah auf Grund einer Forderung der japanischen Marine, einen modernen Ersatz für die Mitsubishi K3M zu finden. Die Maschine wurde als kompakter und simpler Mitteldecker in Metallbauweise entworfen und sollte Ausbildungsflugzeug für Piloten, Schützen, Funker, Navigatoren und Bombenschützen in einem sein. Während Pilot und Schütze/Funker (diese Positionen wurden von einer Person eingenommen) in dem verglasten Cockpit Platz fanden, war der untere Teil des Rumpfes für Navigator, Bombenschütze und Ausbilder vorgesehen. Die Sicht aus dem unteren Rumpfbereich wurde durch mehrere Fenster ermöglicht. Die erste Produktionsreihe der K11W war mit einem starren, also nicht einziehbaren Fahrwerk ausgestattet.
Der Erstflug des ersten Prototyps fand im November 1942 statt. Aufgrund der raschen Weiterentwicklung wurde der Produktionsauftrag 1942 erteilt und die ersten Maschinen im Sommer 1943 in Dienst gestellt.

## Einsatz und Versionsgeschichte
Die K11W wurde zu Beginn, wie vorgesehen, als reine Ausbildungsmaschine verwendet.
Später entwickelte man die Version K11W2, eine auf U-Boot-Jagd und Transport ausgerichtete Holzbauvariante der K11W1, die außerdem über ein einklappbares Fahrwerk verfügte. Des Weiteren begann die Entwicklung des Flugzeuges Q3W1, namentlich bereits als U-Boot-Jäger ausgewiesen (Buchstabe Q), welches stark auf der K11W2 basierte. Die Arbeit wurde allerdings auf Grund unbefriedigender Testflugergebnisse und schließlich des Kriegsendes eingestellt.
In der Endphase des Pazifikkrieges wurde die K11W auch zu Kamikazeeinsätzen (Shimpū Tokkōtai) herangezogen. Die entsprechenden Maschinen des Types K11W wurden hierfür mit jeweils einer 250-kg-Bombe bestückt.
Folgende Versionen der K11W existierten:
- K11W1: Ursprungsversion, Verwendung als Schulflugzeug, 798 Exemplare gefertigt
- K11W2: Holzbau-Version, Verwendung als Transporter und zur U-Boot-Bekämpfung, nur in geringer Stückzahl hergestellt
- Q3W1: auf K11W2 basierender U-Boot-Jäger, Produktion eines einzelnen Prototypen[7]

## Technische Details
Technische Details der Version K11W1:
| Kenngröße             | Daten                                                                                   |
| --------------------- | --------------------------------------------------------------------------------------- |
| Besatzung             | 2                                                                                       |
| Länge                 | 10,24 m                                                                                 |
| Spannweite            | 14,98 m                                                                                 |
| Höhe                  | 3,93 m                                                                                  |
| Flügelfläche          | 30,50 m²                                                                                |
| Flügelstreckung       | 7,4                                                                                     |
| Startmasse            | 2640 kg                                                                                 |
| Höchstgeschwindigkeit | 230 km/h in 1700 m Höhe                                                                 |
| Dienstgipfelhöhe      | 5620 m                                                                                  |
| Reichweite            | 1760 m                                                                                  |
| Triebwerk             | Hitachi GK2B Amakaze 21, luftgekühlter 9-Zylinder Radialkolbenmotor mit 515 PS (379 kW) |
| Bewaffnung (Training) | 1 × 7,7 mm Typ 92 Maschinengewehr, 2 × 30-kg-Bombe                                      |
| Bewaffnung (Kamikaze) | 1 × 250-kg-Bombe                                                                        |